# Svein Harberg

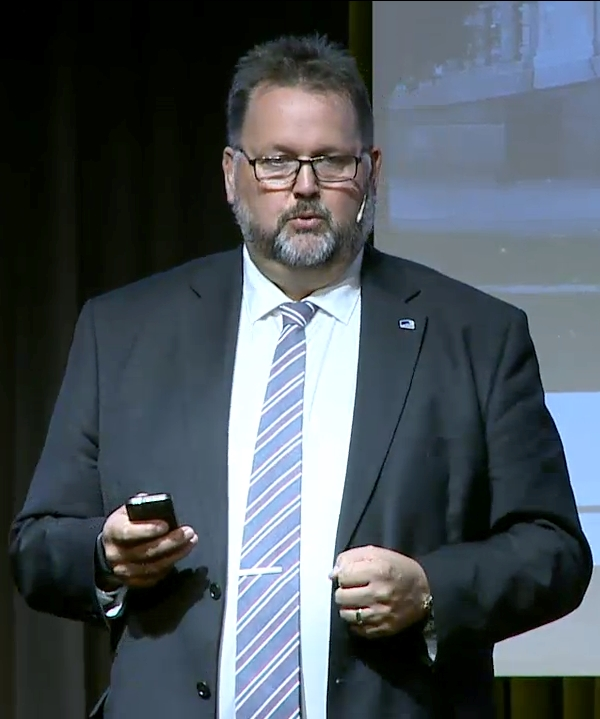
Svein Harberg, 2015

Svein Harberg (* 30. Juli 1958 in Bergen) ist ein norwegischer Politiker der konservativen Partei Høyre. Seit 2009 ist er Abgeordneter im Storting.

## Leben
Nah dem Abschluss der Schulzeit arbeitete Harberg in verschiedenen Positionen als Mitarbeiter im Verkauf, Geschäftsleiter und selbstständiger Unternehmer. In der Zeit von 1999 bis 2007 saß er im Kommunalparlament von Grimstad, ab 2003 diente er dabei als Bürgermeister der Gemeinde. Er war zudem von 2003 bis 2009 Abgeordneter im Fylkesting der damaligen Provinz Aust-Agder.
Harberg zog bei der Parlamentswahl 2009 erstmals in das norwegische Nationalparlament Storting ein. Dort vertritt er den Wahlkreis Aust-Agder und er wurde zunächst Mitglied im Kirchen-, Bildungs- und Forschungsausschuss. Im Anschluss an die Wahl 2013 wechselte er in den Familien- und Kulturausschuss, wo er zum Vorsitzenden gewählt wurde. Nach der Stortingswahl 2017 ging er in den Kontroll- und Verfassungsausschuss über, wo er die Stellung als stellvertretender Vorsitzender einnahm. Im Oktober 2017 wurde er Teil des Fraktionsvorstandes seiner Partei, im März 2018 übernahm er den stellvertretenden Fraktionsvorsitz. In dieser Position blieb er bis Ende September 2021. Im Anschluss an die Parlamentswahl 2021 wählte man ihn am 9. Oktober 2021 zum ersten Vizepräsidenten des Stortings. Harberg wurde zudem nach der Wahl 2021 Mitglied im Kontroll- und Verfassungsausschuss.
Im April 2024 gab er bekannt, dass er bei der Wahl 2025 nicht erneut kandidieren werde.